# 杨云 (明朝宦官)
杨云（1391年—1473年），江西吉安永兴人，正统时南京内官监太监。

## 生平
洪武二十四年（1391年），出生。
建文三年（1401年），进入宫廷。
永乐十四年（1416年），任内承运库右副使。
永乐十五年（1417年），任司礼监奉御。
永乐十七年（1419年），任内承运库左副使。
永乐十八年（1420年），任内承运库大使。
正统元年（1436年），升南京内官监太监兼掌内承运库事。
成化九年（1473年），去世，享年83岁。

## 亲属
- 杨计一（祖父）
- 杨友生（父）
- 温氏（母）
- 杨霆（养子）
- 杨霑（养子）
- 杨泰（养子）